# 훈몽자회 책판
훈몽자회 책판(訓蒙字會 冊板)은 1527년(중종 22)에 최세진이 어린이들의 한자 학습을 위해 쓴 《훈몽자회》를 인쇄할 때 사용한 목판(책판)이다. 현재 부산광역시 금정구, 부산대학교 박물관에 보관되어있다. 2015년 11월 18일 부산광역시의 유형문화재 제166호로 지정되었다.

## 개요

### 훈몽자회
조선 중종때 역관이자 한학자인 최세진(崔世珍)은 당시 한자 학습에 사용된 《천자문》과 《유합》(類合)의 내용이 어려운 고사성어와 추상적인 개념들로 구성되어 있어 어린이들이 배우기 어렵다고 비판하며 새로운 학습서인 《훈몽자회》를 저술하였다. 이 책에는 일상에서 흔히 접할 수 있는 새·짐승·풀·나무의 이름과 같은 사물들에 관한 글자들을 수록함으로 이런 문제를 해결하였다. 수록된 한자는 모두 3,360자인데 그 뜻과 음을 훈민정음을 사용해서 달아 놓았기 때문에 훈민정음(한글) 보급에도 일조를 했으며, 오늘날 이르러서는 훈민정음 고어(古語) 연구에 귀중한 자료가 되고 있다. 어린이 한문학습서인 《훈몽자회》는 상·중·하 3권으로 되어 있다.

### 책판
부산대학교박물관 소장 훈몽자회 책판은 인(引), 상․중․하권 총 52장으로 구성되었다. 비록 4장이 결판되었으나 국어학사적으로 귀중한 훈몽자회 문헌의 원판목이 현존한다는 점에서 그 의미는 실로 크다고 할 수 있으며, 문화재적으로도 매우 중요한 유물이다.
훈몽자회가 훈민정음 창제 이후 우리 국어의 음운사(音韻史)와 어휘사(語彙史) 자료로서 귀중한 가치를 가지고 있다. 부산대학교박물관에서 소장하고 있는 훈몽자회 책판은 국내에 조사 보고된 적이 없는 판본이고, 훈민정음 창제 이후에 우리 국어의 음운사와 어휘사 변천을 이해할 수 있는 사료적 가치를 담고 있는 문화재이다.

## 참고 자료
- 훈몽자회 책판 - 국가유산청 국가유산포털